# Temporada 2014 de las Grandes Ligas de Béisbol
La Temporada 2014 de las Grandes Ligas de Béisbol comenzó el 22 de marzo de 2014 con el partido entre Los Angeles Dodgers y los Arizona Diamondbacks. El día de apertura de la mayoría de los clubes fue un día después, el 30 de marzo. La temporada está prevista que finalice el 28 de septiembre.
La 85a edición del Juego de Estrellas se llevó a cabo el 15 de julio en el Target Field en Minneapolis, Minnesota, casa de los Minnesota Twins. La Liga Americana (AL) venció a la Liga Nacional (NL) 5-3. Con la victoria, el campeón AL obtuvo la ventaja de local durante la Serie Mundial.

## Posiciones

### Liga Americana
| División Este         | División Este | División Este | División Este | División Este | División Este | División Este |
| Equipo                | V             | D             | CTE           | JD            | LOCAL         | VISITA        |
| --------------------- | ------------- | ------------- | ------------- | ------------- | ------------- | ------------- |
| Baltimore Orioles (2) | 96            | 66            | .593          | —             | 50–31         | 46–35         |
| New York Yankees      | 84            | 78            | .519          | 6             | 43–38         | 41–40         |
| Toronto Blue Jays     | 83            | 79            | .512          | 13            | 46–35         | 37–44         |
| Tampa Bay Rays        | 77            | 85            | .475          | 19            | 36–45         | 41–40         |
| Boston Red Sox        | 71            | 91            | .438          | 25            | 34–47         | 37–44         |

| División Central       | División Central | División Central | División Central | División Central | División Central | División Central |
| Equipo                 | V                | D                | CTE              | JD               | LOCAL            | VISITA           |
| ---------------------- | ---------------- | ---------------- | ---------------- | ---------------- | ---------------- | ---------------- |
| Detroit Tigers (3)     | 90               | 72               | .556             | —                | 45–36            | 45–36            |
| Kansas City Royals (4) | 89               | 73               | .549             | 1                | 42–39            | 47–34            |
| Cleveland Indians      | 85               | 77               | .525             | 5                | 48–33            | 37–44            |
| Chicago White Sox      | 73               | 89               | .451             | 17               | 40–41            | 33–48            |
| Minnesota Twins        | 70               | 92               | .432             | 20               | 35–46            | 35–46            |

| División Oeste        | División Oeste | División Oeste | División Oeste | División Oeste | División Oeste | División Oeste |
| Equipo                | V              | D              | CTE            | JD             | LOCAL          | VISITA         |
| --------------------- | -------------- | -------------- | -------------- | -------------- | -------------- | -------------- |
| Anaheim Angels (1)    | 98             | 64             | .605           | —              | 52–29          | 46–35          |
| Oakland Athletics (5) | 88             | 74             | .543           | 10             | 48–33          | 40–41          |
| Seattle Mariners      | 87             | 75             | .537           | 11             | 41–40          | 46–35          |
| Houston Astros        | 70             | 92             | .432           | 28             | 38–43          | 32–49          |
| Texas Rangers         | 67             | 95             | .414           | 31             | 33–48          | 34–47          |

### Liga Nacional
| División Este            | División Este | División Este | División Este | División Este | División Este | División Este |
| Equipo                   | V             | D             | CTE           | JD            | LOCAL         | VISITA        |
| ------------------------ | ------------- | ------------- | ------------- | ------------- | ------------- | ------------- |
| Washington Nationals (1) | 96            | 66            | .593          | —             | 51-30         | 45–36         |
| Atlanta Braves           | 79            | 83            | .488          | 17            | 42–39         | 37–44         |
| New York Mets            | 79            | 83            | .488          | 17            | 40–41         | 39–42         |
| Miami Marlins            | 77            | 85            | .475          | 19            | 42–39         | 35–46         |
| Philadelphia Phillies    | 73            | 89            | .451          | 23            | 37–44         | 36–45         |

| División Central        | División Central | División Central | División Central | División Central | División Central | División Central |
| Equipo                  | V                | D                | CTE              | JD               | LOCAL            | VISITA           |
| ----------------------- | ---------------- | ---------------- | ---------------- | ---------------- | ---------------- | ---------------- |
| St. Louis Cardinals (3) | 90               | 72               | .556             | —                | 51-30            | 39–42            |
| Pittsburgh Pirates (4)  | 88               | 74               | .543             | 2                | 51–30            | 37–44            |
| Milwaukee Brewers       | 82               | 80               | .506             | 8                | 42–39            | 40–41            |
| Cincinnati Reds         | 76               | 86               | .469             | 14               | 44–37            | 32–49            |
| Chicago Cubs            | 73               | 89               | .451             | 17               | 41–40            | 32–49            |

| División Oeste           | División Oeste | División Oeste | División Oeste | División Oeste | División Oeste | División Oeste |
| Equipo                   | V              | D              | CTE            | JD             | LOCAL          | VISITA         |
| ------------------------ | -------------- | -------------- | -------------- | -------------- | -------------- | -------------- |
| Los Angeles Dodgers (2)  | 94             | 68             | .568           | —              | 45–36          | 49–32          |
| San Francisco Giants (5) | 88             | 74             | .543           | 6              | 45–36          | 45–36          |
| San Diego Padres         | 77             | 85             | .475           | 17             | 48–33          | 29–52          |
| Colorado Rockies         | 66             | 96             | .469           | 28             | 45–36          | 21–60          |
| Arizona Diamondbacks     | 64             | 98             | .395           | 30             | 33–48          | 31–50          |

x - Aseguró la División.

y - Aseguró comodín.

z - Aseguró comodín en juego extra.

## Postemporada
|  | Ronda Wild Card | Ronda Wild Card      | Ronda Wild Card |                |                     | Ronda Divisional | Ronda Divisional     | Ronda Divisional |   |                      | Campeonato de la Liga | Campeonato de la Liga | Campeonato de la Liga |  |  | Serie Mundial         | Serie Mundial         | Serie Mundial         |
|  |                 |                      |                 |                |                     |                  |                      |                  |   |                      |                       |                       |                       |  |  |                       |                       |                       |
|  |                 |                      |                 |                |                     |                  |                      |                  |   |                      |                       |                       |                       |  |  |                       |                       |                       |
|  |                 |                      |                 |                |                     | 1                | Anaheim Angels       | 0                |   |                      |                       |                       |                       |  |  |                       |                       |                       |
|  |                 |                      |                 |                |                     | 4                | Kansas City Royals   | 3                |   |                      |                       |                       |                       |  |  |                       |                       |                       |
|  | 4               | Kansas City Royals   | 1               | Liga Americana | Liga Americana      | Liga Americana   |                      |                  | 4 | Kansas City Royals   | 4                     |                       |                       |  |  |                       |                       |                       |
|  | 5               | Oakland Athletics    | 0               | Liga Americana | Liga Americana      | Liga Americana   |                      |                  |   |                      | 2                     | Baltimore Orioles     | 0                     |  |  |                       |                       |                       |
|  |                 |                      |                 | 2              | Baltimore Orioles   | 3                |                      |                  |   |                      |                       |                       |                       |  |  |                       |                       |                       |
|  |                 |                      |                 |                |                     | 3                | Detroit Tigers       | 0                |   |                      |                       |                       |                       |  |  |                       |                       |                       |
|  |                 |                      |                 |                |                     |                  |                      |                  |   |                      |                       |                       |                       |  |  | LA                    | Kansas City Royals    | 3                     |
|  |                 |                      |                 |                |                     |                  |                      |                  |   |                      |                       |                       |                       |  |  | LN                    | San Francisco Giants  | 4                     |
|  |                 |                      |                 |                |                     | 1                | Washington Nationals | 1                |   |                      |                       |                       |                       |  |  | Ver la serie completa | Ver la serie completa | Ver la serie completa |
|  |                 |                      |                 |                |                     | 5                | San Francisco Giants | 3                |   |                      |                       |                       |                       |  |  |                       |                       |                       |
|  | 4               | Pittsburgh Pirates   | 0               | Liga Nacional  | Liga Nacional       | Liga Nacional    |                      |                  | 5 | San Francisco Giants | 4                     |                       |                       |  |  |                       |                       |                       |
|  | 5               | San Francisco Giants | 1               | Liga Nacional  | Liga Nacional       | Liga Nacional    |                      |                  |   |                      | 3                     | St. Louis Cardinals   | 1                     |  |  |                       |                       |                       |
|  |                 |                      |                 | 2              | Los Angeles Dodgers | 1                |                      |                  |   |                      |                       |                       |                       |  |  |                       |                       |                       |
|  |                 |                      |                 |                |                     | 3                | St. Louis Cardinals  | 3                |   |                      |                       |                       |                       |  |  |                       |                       |                       |

|                                                                 |
| Campeón de las Grandes Ligas San Francisco Giants Octavo título |